# Inge Bödding
Inge Bödding (Amburgo, 19 marzo 1947) è un'ex velocista tedesca, vincitrice della medaglia di bronzo nella staffetta 4x400 m alle Olimpiadi di Monaco di Baviera 1972 con Rita Wilden, Anette Rückes e Hildegard Falck.